# Правдинське міське поселення
Пра́вдинське міське́ посе́лення (рос. Правдинское городское поселение) — колишнє муніципальне утворення в складі Правдинського району Калінінградської області Російської Федерації. Адміністративний центр поселення — місто Правдинськ.
Правдинське міське поселення утворене 1 січня 2006 року згідно із законом Калінінградської області № 476 від 21 грудня 2004 року. До його складу увійшли місто Правдинськ і території колишніх Дружбинського, Поріченського та Севського сільських округів.
Муніципальне утворення «Правдинське міське поселення» межувало: на півночі — з Гвардєйським районом; на сході — з Желєзнодорожним міським і Мозирським сільським поселеннями; на заході — з Багратіоновським районом і Домновським сільським поселенням; на півдні по державному кордону межувало з Республікою Польща.
Законом Калінінградської області від 27 квітня 2015 року № 418, 1 січня 2016 року всі муніципальні утворення «Правдинський район» — «Правдинське міське поселення», «Желєзнодорожне міське поселення», «Домновське сільське поселення» та «Мозирське сільське поселення» перетворені, шляхом їх об'єднання, на Правдинський міський округ.

## Склад
До складу Правдинського міського поселення входили місто Правдинськ і 32 селища:
- Антоново
- Білий Яр
- Берьозово
- Бичково
- Дальнє
- Дворкіно
- Дружба
- Зеленцово
- Ізвіліно
- Кисельовка
- Костюковка
- Краснопілля
- Крутий Яр
- Курортне
- Лугове
- Лукіно
- Нове
- Октябрьське
- Передове
- Пісочне
- Поріччя
- Прогрес
- Рівне
- Родники
- Рябініно
- Севське
- Сопкіно
- Тьомкіно
- Тростники
- Федотово
- Холмогор'є
- Шевченко

## Населення
| 2010 | 2012   | 2013   | 2014   | 2015   |
| ---- | ------ | ------ | ------ | ------ |
| 7980 | ▲ 8056 | ▲ 8089 | ▼ 8021 | ▼ 7961 |